# Ďurkovce
Ďurkovce es un municipio del distrito de Veľký Krtíš en la región de Banská Bystrica, Eslovaquia, con una población estimada a final del año 2024 de 112 habitantes.
Se encuentra ubicado al suroeste de la región, en la cuenca hidrográfica del río Ipoly —un afluente izquierdo del Danubio— y cerca de la frontera con la región de Nitra y con Hungría.

## Demografía
| Año        | 1994 | 2004     | 2014    | 2024  |
| ---------- | ---- | -------- | ------- | ----- |
| Población  | 151  | 128      | 140     | 112   |
| Diferencia |      | −15,23 % | +9,37 % | −20 % |

| Año        | 2023 | 2024    |
| ---------- | ---- | ------- |
| Población  | 114  | 112     |
| Diferencia |      | −1,75 % |